# Hellraiser VI: Hellseeker
Hellraiser: Hellseeker (también conocida como Hellraiser VI: Hellseeker) es una película estadounidense de terror de 2002 dirigida por Rick Bota. Es el sexto film de la saga iniciada con Hellraiser. Fue lanzado el 15 de octubre de 2002 en DVD.
En esta entrega reaparece el personaje de Kirsty Cotton, la protagonista de Hellraiser I y Hellbound: Hellraiser II.

## Argumento
La historia se inicia cuando Trevor y Kirsty Cotton (protagonista de las dos primeras películas de la saga), recientemente casados, van por la carretera hablando cariñosamente. De repente, Trevor hace una maniobra para evitar chocar con una camioneta y el auto cae a un lago. Trevor intenta salvar a Kirsty pero no lo logra, desde este momento la policía comienza a considerarlo sospechoso de su homicidio. Trevor intenta seguir con su vida, pero mujeres que conoce se le insinúan constantemente y comienza a sufrir terribles dolores de cabeza. A lo largo de la película, cada vez que Trevor empieza a tener relaciones con una mujer tiene un visión de la muerte de la mujer en cuestión y luego despierta en un autobús volviendo del trabajo rumbo a su hogar. Trevor ve también una grabación en la que él le entregaba a Kirsty la Caja de Lemarchand y ella se altera. Finalmente, el detective que investigaba la desaparición de Kirsty arresta a Trevor y lo lleva a un subterráneo de la comisaría. Trevor camina por el mismo hasta llegar a la morgue, donde el cenobita Pinhead le explica lo que ha pasado. Luego de que Kirsty recibiera la caja de Lemarchand la abrió liberando a Pinhead e hizo un trato con él: cinco almas en lugar de la suya. Así, Kirsty mató con el revólver de Trevor a su cómplice, y  a las tres amantes de éste, y luego mientras discutían en el auto le disparó en la cabeza. Kirsty queda libre de sospecha ya que declara que Trevor se suicidó mientras conducía con ella a bordo y las sospechas por los homicidios quedan en Trevor. Todo lo que compone la película es la explicación del infierno que Pinhead le preparó a Trevor.

## Reparto
- Ashley Laurence como Kirsty Cotton-Gooden.
- Doug Bradley como Pinhead.
- Dean Winters como Trevor Gooden.
- William S. Taylor como Detective Mike Lange.
- Michael Rogers como Detective Givens.
- Rachel Hayward como Dr. Allison Dormer.
- Trevor White como Bret.
- Sarah-Jane Redmond como Gwen Stevens.
- Jody Thompson como Tawny.
- Kaaren de Zilva como Sage.
- Dale Wilson como Surgeon / Surgeon Cenobita.
- Ken Camroux como Dr. Ambrose
- Brenda McDonald como Enfermera.